# NGC 5204
NGC 5204 (другие обозначения — UGC 8490, MCG 10-19-78, ZWG 294.39, IRAS13277+5840, PGC 47368) — галактика в созвездии Большая Медведица.
Этот объект входит в число перечисленных в оригинальной редакции «Нового общего каталога».
В галактике обнаружен ультраяркий рентгеновский источник